# Vriesea umbrosa
Vriesea umbrosa är en gräsväxtart som beskrevs av Lyman Bradford Smith. Vriesea umbrosa ingår i släktet Vriesea och familjen Bromeliaceae. Inga underarter finns listade i Catalogue of Life.